# 北海道道1144号士幌上士幌線
北海道道1144号士幌上士幌線（ほっかいどうどう1144ごう しほろかみしほろせん）は、北海道河東郡士幌町と上士幌町を結ぶ一般道道である。

## 概要

### 路線データ
- 起点：北海道河東郡士幌町字士幌（北海道道134号本別士幌線・北海道道417号士幌停車場線交点）
- 終点：北海道河東郡上士幌町字上士幌（北海道道418号上士幌停車場線交点）
- 総延長：8.783 km
- 実延長：8.739 km
- 重用延長：0.044 km

### 道路管理者
- 十勝総合振興局 帯広建設管理部 事業課

## 歴史
- 1996年（平成8年）2月29日 - 路線認定[1]。

## 地理

### 通過する自治体
- 十勝総合振興局
  - 河東郡士幌町
  - 河東郡上士幌町

### 交差する道路
士幌町
- 北海道道134号本別士幌線 - 字士幌（起点）
- 北海道道417号士幌停車場線 - 字士幌（起点）

上士幌町
- 北海道道337号上士幌士幌音更線 - 字上士幌
- 北海道道418号上士幌停車場線 - 字上士幌（終点）